# Lars Lindgren
Lars Lindgren, född 13 oktober 1952 i Piteå, är en svensk före detta hockeyspelare, huvudcoach för Småkronorna/Team 16 U 16-lag, ishockeykonsulent och pro-scout. Han tog ett VM-silver med Tre Kronor VM 1977 och spelade Stanley Cup-final med Vancouver Canucks 1982.

## Spelarkarriär
Efter att ha spelat med Piteå HC var han i Modo Hockey under tre säsonger på 1970-talet innan han började spela i NHL. Han spelade sex NHL-säsonger i Vancouver och Minnesota 1978-1984 och tog ett VM-silver med Tre Kronor 1977. Han spelade 395 NHL-matcher och gjorde 25 mål och 113 assist. Han blev uttagen till All Star i NHL 1980 och Stanley Cup-final med Vancouver 1982, men de förlorade med 0-4 i matcher.

## Efter spelarkarriären
Sedan spelarkarriären var över har Lindgren varit assisterande tränare i Luleå och därefter huvudtränare i de allsvenska/div 1 lagen Piteå, Mörrum och Växjö.
Lars Lindgren var med som assisterande coach till Peo Larsson för Juniorkronorna/Team 20 och Team 19 under säsongen 2001/2002. Han har även varit huvudcoach för Team 16. Invald i Piteå Wall of Fame 2006. Har jobbat åt Svenska ishockeyförbundet som ishockeykonsulent i Norrbotten samt åt Vancouver Canucks som pro-scout men är sedan 2023 pensionär.